# Tommaso Rocchi
Tommaso Rocchi (sinh ngày 19 tháng 9 năm 1977) là tiền đạo bóng đá kì cựu người Ý. anh từng chơi cho đội Lazio. Mùa đông năm 2012, Lazio đồng ý bán anh cho đội Inter Milan với giá 500.000 euro.